# Peter Balakian
Peter Balakian (in armeno Փիթըր Պալաքեան?; Teaneck, 13 giugno 1951) è un poeta statunitense.

## Biografia
Peter Balakian è nato in una famiglia armena a Teaneck. Ha conseguito la laurea triennale alla Bucknell University, la magistrale alla New York University e il dottorato all'Università Brown. Dal 1980 insegna alla Colgate University.
Dal 1970 al 2015 ha pubblicato sette raccolte di poesie e nel 2016 ha vinto il Premio Pulitzer per Ozone Journal. È inoltre un traduttore dall'armeno, avendo pubblicato opere di Siamanto e del prozio Girgoris Balakian.

## Opere (parziale)
- Father Fisheye (1979) ISBN 9780935296082
- Sad Days of Light (1983) ISBN 9780935296334
- Reply From Wilderness Island (1988) ISBN 9780935296730
- Dyer's Thistle (1996) ISBN 9780887482328
- June-Tree: New and Selected Poems, 1974–2000 (2001) ISBN 9780060198411
- Ziggurat (2010) ISBN 9780226035642
- Ozone Journal (2015)  ISBN 9780226207032